# Кристофър Прийст
Кристофър Прийст (на английски: Christopher Priest) е британски романист и автор на научна фантастика. В България е издаван и като Кристофър Прист.

## Биография
Кристофър Прийст е роден на 14 юли 1943 г. в Чийдъл, Голям Манчестър.
Негови са творбите: „Fugue for a Darkening Island“, „Преобърнатият свят“, „The Affirmation“, както и „Престиж“, който е екранизиран от Кристофър Нолан под същото име – „Престиж“. Той е силно повлиян от фантастиката на Хърбърт Уелс, а през 2006 г. е назначен за заместник-председател на Международното общество на Хърбърт Уелс.
Прийст живее в Хейстингс. Женен е за Лайза Татъл до 1987 г. и за Лий Кенеди до 2011 г., с която имат близнаци.

### Романи
- Indoctrinaire (1970)
- Fugue for a Darkening Island (1972) – номинация за Награда на Джон Кемпбъл през 1973 г.
- The Inverted World (1974) – Награда на Британската асоциация за научна фантастика (BSFA) за 1974 г. и номинация за Награда „Хюго“ за 1975 г.
Преобърнатият свят, изд.: ИК „Август“, София (2011), прев. Татяна Иванова
- The Space Machine (1976)
Машината на пространството, изд.: „Георги Бакалов“, Варна (1983), прев. Теодора Давидова
- A Dream of Wessex (1977)
- The Affirmation (1981) – номинация за BSFA през 1981 г.
- The Glamour (1984) – номинация за BSFA през 1984 г.
- Short Circuit (1986) – романизация на филма под псевдонима Колин Уедгелок
- Mona Lisa (1986) – романизация на филма под псевдонима Джон Лутър Новак
- The Quiet Woman (1990)
- The Prestige (1995) – номинация за BSFA през 1995 г.; печели Световна награда за фентъзи и Мемориална награда на Джеймс Тейт Блек за 1996 г.
Престиж, изд.: ИК „Август“, София (2013), прев. Петър Тушков
- The Extremes (1998) – печели BSFA за 1998 г. и е номиниран за Награда на Артър Кларк през 1999 г.
- eXistenZ (1999) – романизация на филма
- The Separation (2002) – печели BSFA за 2002 г. и Награда на Артър Кларк за 2003 г.
- The Islander (2011) – печели BSFA за 2011 г. и Награда на Джон Кемпбъл за 2012 г.
Островитяни, изд.: ИК „Август“, София (2013), прев.
- The Adjacent (2013)

## Екранизации
- 1981 Into the Labyrinth – ТВ сериал, 1 епизод
- 2006 Престиж, The Prestige – по романа
- 2009 The Sorting Out – късометражен
- 2017 One Million Times – ТВ сериал
- 2018 The Stooge